# イシンギロ県

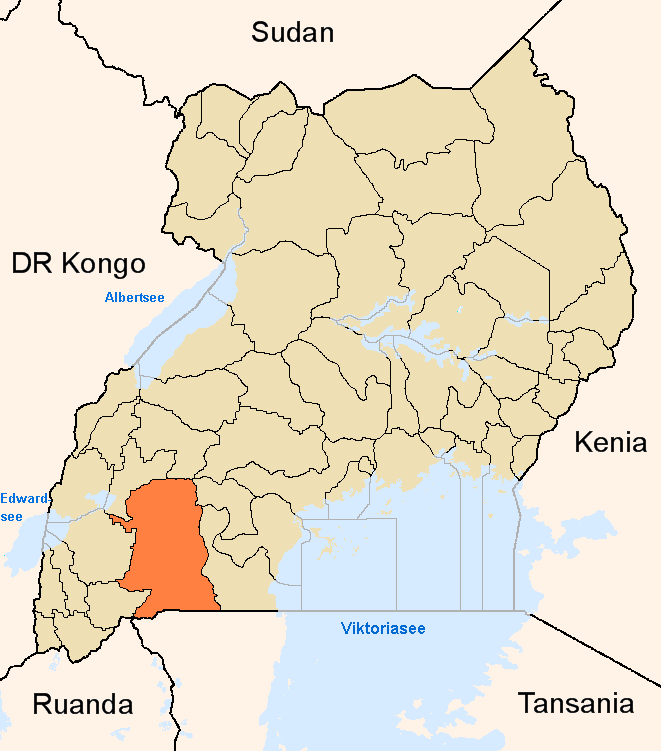
ムバララ県と2001年から2005年の県境、南部がイシンギロ県

イシンギロ県 (イシンギロけん、Isingiro District) はウガンダ南西部、アンコーレ王国南東部の県。ムバララ県から2005年7月に南部のイシンギロ郡とブカンガ郡が分割され設置された。計画段階ではカビンゴを県庁所在地としてカビンゴ県とする予定であった。ムバララの南東に位置し、北部にはニャキヴァレ湖がある。新しく設置されたイシンギロTCとムバレを含め12の副郡に65教区、596の村が置かれている。2002年の国勢調査人口は 318,913 人。知事に相当する第5地域議会議長はイグナシウス・ビャルハンガ。

## 隣接する県
北にキルフラ県、西にントゥンガモ県、東にブガンダのラカイ県、南はカゲラ川を挟みタンザニアのカゲラ州と接する。ナキヴァレはウガンダの難民定住地の1つである。